# Indywidualni sportowcy neutralni na Letnich Igrzyskach Olimpijskich 2024
Indywidualni sportowcy neutralni na Letnich Igrzyskach Olimpijskich 2024 – występ kadry sportowców neutralnych na igrzyskach olimpijskich, które odbyły się w Paryżu we Francji, w dniach 26 lipca – 11 sierpnia 2024.
Reprezentacja liczyła trzydzieścioro dwoje zawodników – siedemnaście kobiet i piętnastu mężczyzn, którzy wystąpili w 10 dyscyplinach. W skład zespołu wchodziło 17 Białorusinów i 15 Rosjan.
Kod AIN pochodzi od nazwy komitetu w języku francuskim athlètes individuels neutres.

## Tło startu
Rosja została wykluczona ze światowych rozgrywek sportowych w 2022 z powodu napaści na Ukrainę, Białoruś natomiast została wykluczona w tym samym roku z powodu udostępnienia swojego terytorium atakującym wojskom rosyjskim.
W miarę zbliżania się terminu igrzysk pojawiały się różne sugestie co do udziału w nich zawodników z Białorusi i Rosji. Szczyt w lutym 2023 wykazał rozbieżność opinii na ten temat. Grupa 35 państw zażądała od Międzynarodowego Komitetu Olimpijskiego wykluczenia rosyjskich i białoruskich sportowców z paryskich igrzysk, a większość uczestników przychylała się do tego rozwiązania, jednocześnie zaznaczając, że nie zbojkotują igrzysk, gdyby reprezentacje Białorusi i Rosji wzięły w nich udział. Sprzeciw wobec wykluczenia wyraził gospodarz igrzysk Francja oraz Grecja i Japonia. Minister Sportu i Turystyki Polski Kamil Bortniczuk jako rozwiązanie kompromisowe zaproponował, aby MKOl utworzył zespół uchodźców, który mógłby obejmować osoby narodowości rosyjskiej i białoruskiej, które są dysydentami. Propozycja ta nie znalazła jednak akceptacji.
W grudniu 2023 Komitet Wykonawczy Międzynarodowego Komitetu Olimpijskiego ustalił warunki uczestnictwa Białorusinów i Rosjan w Letnich Igrzyskach Olimpijskich 2024. Obywatele tych krajów mogli wystąpić na igrzyskach pod warunkiem, że nie są związani z resortami siłowymi i nie manifestowali otwarcie poparcia dla wojny. Weryfikacji miały dokonywać poszczególne międzynarodowe federacje sportowe. Miały one również prawo odmówić wszystkim sportowcom z tych krajów udziału w igrzyskach. Decyzja ta spotkała się z krytyką, z powodu faktycznej fikcyjności weryfikacji, szczególnie przeprowadzanej przez federacje zależne od Rosjan lub bezpośrednio rządzone przez rosyjskich działaczy.
W marcu 2024 Komitet Wykonawczy Międzynarodowego Komitetu Olimpijskiego powołał Indywidualny Neutralny Panel ds. Kwalifikacji Sportowców (AINERP), składający się z byłych sportowców. W jego skład weszli: wiceprzewodnicząca MKOl Nicole Hoevertsz z Aruby, Yoo Seung Min z Korei Południowej oraz Pau Gasol z Hiszpanii. Przejął on od międzynarodowych federacji sportowych zadanie weryfikacji sportowców. Ostatecznie pozytywnie zaopiniowano 17 Białorusinów i 15 Rosjan (dla porównania trzy lata wcześniej w Tokio wystąpiło 104 Białorusinów i 330 Rosjan).
Zgodnie z zasadami Międzynarodowego Komitetu Olimpijskiego sportowcy z Białorusi i Rosji wystąpili bez flag i emblematów narodowych oraz odgrywania hymnów. Mogli wystąpić jedynie w konkurencjach indywidualnych. Nie wzięli udziału w ceremonii otwarcia igrzysk, zezwolono im jednak na udział w ceremonii ich zakończenia.

### Reakcje
Rzeczniczka Ministerstwa Spraw Zagranicznych Rosji Maria Zacharowa w odpowiedzi na wykluczenie Rosjan i Białorusinów z ceremonii otwarcia igrzysk uznała, że Międzynarodowy Komitet Olimpijski jest organizacją rasistowską i neonazistowską. Rosjanie zapowiedzieli także organizację we wrześniu 2024 w Moskwie oraz w Jekaterynburgu prawdziwie uniwersalnych zawodów olimpijskich.
Opinia publiczna w krajach zachodnich poparła wykluczenie z igrzysk Rosji i Białorusi. Pojawiły się głosy oskarżające Międzynarodowy Komitet Olimpijski o stosowanie podwójnych standardów z powodu dopuszczenia do rywalizacji w igrzyskach reprezentacji Izraela – kraju, który podobnie jak Rosja również prowadzi wojnę z dużą ilością ofiar wśród ludności cywilnej strony atakowanej.

## Zdobyte medale
Indywidualni sportowcy neutralni zdobyli pięć medali – 1 złoty, 3 srebrne i 1 brązowy. Nie będą one wliczane do tabeli wszech czasów Białorusi i Rosji.

### Białorusini
Białorusini zdobyli cztery medale – 1 złoty, 2 srebrne i 1 brązowy. Był to najsłabszy wynik w dotychczasowej historii startów Białorusinów na letnich igrzyskach olimpijskich.
| Data        | Medal  | Zawodnik              | Dyscyplina           | Konkurencja                   |
| ----------- | ------ | --------------------- | -------------------- | ----------------------------- |
| 2 sierpnia  | Srebro | Wijaleta Bardziłouska | Gimnastyka           | skoki na trampolinie kobiet   |
| 2 sierpnia  | Złoto  | Iwan Litwinowicz      | Gimnastyka           | skoki na trampolinie mężczyzn |
| 3 sierpnia  | Srebro | Jauhienij Załaty      | Wioślarstwo          | jedynka mężczyzn              |
| 10 sierpnia | Brąz   | Jauhienij Cichancou   | Podnoszenie ciężarów | waga do 102 kg mężczyzn       |

### Rosjanie
Rosjanie zdobyli jeden srebrny medal. Był to drugi najgorszy wynik w dotychczasowej historii startów Rosjan na letnich igrzyskach olimpijskich i najsłabszy występ od igrzysk w Paryżu w 1900.
| Data       | Medal  | Zawodnik                         | Dyscyplina   | Konkurencja         |
| ---------- | ------ | -------------------------------- | ------------ | ------------------- |
| 2 sierpnia | Srebro | Mirra Andriejewa, Diana Sznajder | Tenis ziemny | gra podwójna kobiet |

## Reprezentanci

### Gimnastyka
Skoki na trampolinie
| Zawodnik              | Obywatelstwo | Konkurencja | Eliminacje | Eliminacje | Finał  | Finał   | Źródło |
| Zawodnik              | Obywatelstwo | Konkurencja | Punkty     | Pozycja    | Punkty | Pozycja | Źródło |
| --------------------- | ------------ | ----------- | ---------- | ---------- | ------ | ------- | ------ |
| Wijaleta Bardziłouska | białoruskie  | kobiety     | 56.340     | 2. Q       | 56.060 | srebro  |        |
| Anżeła Bładcewa       | rosyjskie    | kobiety     | 55.640     | 4. Q       | 55.020 | 5.      |        |
| Iwan Litwinowicz      | białoruskie  | mężczyźni   | 63.420     | 1. Q       | 63.090 | złoto   |        |

### Kajakarstwo
Kajakarstwo klasyczne
| Zawodnik                             | Obywatelstwo | Konkurencja    | Eliminacje | Eliminacje | Ćwierćfinały | Ćwierćfinały | Półfinały | Półfinały | Finał A/B | Finał A/B | Pozycja | Źródło |
| Zawodnik                             | Obywatelstwo | Konkurencja    | Czas       | Pozycja    | Czas         | Pozycja      | Czas      | Pozycja   | Czas      | Pozycja   | Pozycja | Źródło |
| ------------------------------------ | ------------ | -------------- | ---------- | ---------- | ------------ | ------------ | --------- | --------- | --------- | --------- | ------- | ------ |
| Uładzisłau Krawiec                   | białoruskie  | K-1 1000 m (m) | 3:32.07    | 2. QP      | —            | —            | 3:29.64   | 4. FA     | 3:28.10   | 4.        | 4.      |        |
| Aleksiej Korowaszkow, Zachar Pietrow | rosyjskie    | C-2 500 m (m)  | 1:38.65    | 1. QP      | —            | —            | 1:39.57   | 1. FA     | 1:41.27   | 4.        | 4.      |        |
| Olesia Romasienko                    | rosyjskie    | C-1 200 m (k)  | 49.83      | 5. QĆ      | 47.92        | 4.           | NQ        | NQ        | NQ        | NQ        | NQ      |        |
| Julija Truszkina                     | białoruskie  | C-1 200 m (k)  | 46.15      | 2. QP      | —            | —            | 45.32     | 2. FA     | 44.83     | 5.        | 5.      |        |

### Kolarstwo
Kolarstwo szosowe
| Zawodnik         | Obywatelstwo | Konkurencja                    | Czas     | Pozycja | Źródło |
| ---------------- | ------------ | ------------------------------ | -------- | ------- | ------ |
| Hanna Cierach    | białoruskie  | jazda indywidualna na czas (k) | 44:57.20 | 29.     |        |
| Hanna Cierach    | białoruskie  | wyścig ze startu wspólnego (k) | 4:10:18  | 61.     |        |
| Tamara Dronowa   | rosyjskie    | jazda indywidualna na czas (k) | 43:42.16 | 21.     |        |
| Tamara Dronowa   | rosyjskie    | wyścig ze startu wspólnego (k) | 4:07:16  | 47.     |        |
| Alona Iwanczenko | rosyjskie    | wyścig ze startu wspólnego (k) | 4:10:47  | 72.     |        |
| Gleb Syrica      | rosyjskie    | jazda indywidualna na czas (m) | 40:33.30 | 31.     |        |
| Gleb Syrica      | rosyjskie    | wyścig ze startu wspólnego (m) | DNF      | DNF     |        |

### Pływanie
| Zawodnik            | Obywatelstwo | Konkurencja               | Eliminacje | Eliminacje | Półfinał | Półfinał | Finał   | Finał | Źródło |
| Zawodnik            | Obywatelstwo | Konkurencja               | Czas       | Poz.       | Czas     | Poz.     | Czas    | Poz.  | Źródło |
| ------------------- | ------------ | ------------------------- | ---------- | ---------- | -------- | -------- | ------- | ----- | ------ |
| Jewgienij Somow     | rosyjskie    | 50 m st. dowolnym (m)     | 23.43      | 44.        | NQ       | NQ       | NQ      | NQ    |        |
| Jewgienij Somow     | rosyjskie    | 100 m st. klasycznym (m)  | 59.83      | 13. Q      | 1:00.00  | 13.      | NQ      | NQ    |        |
| Anastasija Szkurdaj | białoruskie  | 100 m st. grzbietowym (k) | 1:00.94    | 20.        | NQ       | NQ       | NQ      | NQ    |        |
| Anastasija Szkurdaj | białoruskie  | 200 m st. grzbietowym (k) | 2:09.64    | 7. Q       | 2:08.79  | 8. Q     | 2:10.23 | 8.    |        |
| Ilja Szymanowicz    | białoruskie  | 100 m st. klasycznym (m)  | 59.25      | 3. Q       | 59.45    | 10.      | NQ      | NQ    |        |
| Alina Zmuszka       | białoruskie  | 100 m st. klasycznym (k)  | 1:06.37    | 11. Q      | 1:05.93  | 5. Q     | 1:06.54 | 8.    |        |
| Alina Zmuszka       | białoruskie  | 200 m st. klasycznym (k)  | 2:28.19    | 21.        | NQ       | NQ       | NQ      | NQ    |        |

### Podnoszenie ciężarów
| Zawodnik            | Obywatelstwo | Konkurencja | Rwanie | Rwanie  | Podrzut | Podrzut | Razem  | Pozycja | Źródło |
| Zawodnik            | Obywatelstwo | Konkurencja | Wynik  | Pozycja | Wynik   | Pozycja | Razem  | Pozycja | Źródło |
| ------------------- | ------------ | ----------- | ------ | ------- | ------- | ------- | ------ | ------- | ------ |
| Jauhienij Cichancou | białoruskie  | -102 kg (m) | 183 kg | 4.      | 219 kg  | 3.      | 402 kg | brąz    |        |
| Siuzanna Wałodźka   | białoruskie  | -71 kg (k)  | 111 kg | 5.      | 135 kg  | 4.      | 246 kg | 4.      |        |

### Strzelectwo
| Zawodnik            | Obywatelstwo | Konkurencja                                   | Kwalifikacje | Kwalifikacje | Finał | Finał   | Źródło |
| Zawodnik            | Obywatelstwo | Konkurencja                                   | Wynik        | Pozycja      | Wynik | Pozycja | Źródło |
| ------------------- | ------------ | --------------------------------------------- | ------------ | ------------ | ----- | ------- | ------ |
| Darja Czuprys       | białoruskie  | karabin małokalibrowy, trzy postawy, 50 m (k) | 579          | 24.          | NQ    | NQ      |        |
| Alaksandra Piatrowa | białoruskie  | pistolet sportowy, 25 m (k)                   | 566          | 39.          | NQ    | NQ      |        |

### Taekwondo
| Zawodnik          | Obywatelstwo | Konkurencja | 1/16 finału      | Ćwierćfinał      | Półfinał         | Repesaż          | Finał / 3.miejsce | Finał / 3.miejsce | Źródło |
| Zawodnik          | Obywatelstwo | Konkurencja | Przeciwnik Wynik | Przeciwnik Wynik | Przeciwnik Wynik | Przeciwnik Wynik | Przeciwnik Wynik  | Pozycja           | Źródło |
| ----------------- | ------------ | ----------- | ---------------- | ---------------- | ---------------- | ---------------- | ----------------- | ----------------- | ------ |
| Gieorgij Gurcyjew | białoruskie  | -58 kg (m)  | Ravet P 6–7, 3–5 | NQ               | NQ               | NQ               | NQ                | NQ                |        |

### Tenis ziemny
| Zawodnik                                  | Obywatelstwo | Konkurencja | Pierwsza runda                | Druga runda                                    | Trzecia runda                          | Ćwierćfinały                            | Półfinały                               | Finał                                     | Finał   | Źródło |
| Zawodnik                                  | Obywatelstwo | Konkurencja | Przeciwnik Wynik              | Przeciwnik Wynik                               | Przeciwnik Wynik                       | Przeciwnik Wynik                        | Przeciwnik Wynik                        | Przeciwnik Wynik                          | Pozycja | Źródło |
| ----------------------------------------- | ------------ | ----------- | ----------------------------- | ---------------------------------------------- | -------------------------------------- | --------------------------------------- | --------------------------------------- | ----------------------------------------- | ------- | ------ |
| Jekatierina Aleksandrowa                  | rosyjskie    | singiel (k) | Yuan P 1-2 (5:7, 7:6(0), 2-6) | NQ                                             | NQ                                     | NQ                                      | NQ                                      | NQ                                        | NQ      | [ 6 ]  |
| Mirra Andriejewa                          | rosyjskie    | singiel (k) | Linette P 0-2 (3:6, 4:6)      | NQ                                             | NQ                                     | NQ                                      | NQ                                      | NQ                                        | NQ      | [ 7 ]  |
| Pawieł Kotow                              | rosyjskie    | singiel (m) | Wawrinka P 0-2 (1:6, 1:6)     | NQ                                             | NQ                                     | NQ                                      | NQ                                      | NQ                                        | NQ      | [ 8 ]  |
| Daniił Miedwiediew                        | rosyjskie    | singiel (m) | Hijikata W 2-0 (6:2, 6:1)     | Ofner W 2-0 (6:2, 6:2)                         | Auger-Aliassime P 0-2 (3:6, 6:7)       | NQ                                      | NQ                                      | NQ                                        | NQ      | [ 9 ]  |
| Roman Safiullin                           | rosyjskie    | singiel (m) | Tabilo W 2-0 (6:4, 6:4)       | Etcheverry W 2-0 (6:0, 7:6(1))                 | Alcaraz P 0-2 (4:6, 2:6)               | NQ                                      | NQ                                      | NQ                                        | NQ      | [ 10 ] |
| Diana Sznajder                            | rosyjskie    | singiel (k) | Cocciaretto W 2-0 (6:2, 7:5)  | Wang P 0-2 (3:6, 1:6)                          | NQ                                     | NQ                                      | NQ                                      | NQ                                        | NQ      | [ 11 ] |
| Jekatierina Aleksandrowa, Jelena Wiesnina | rosyjskie    | debel (k)   | —                             | Muchová / Nosková P 0-2 (2:6, 6:7)             | NQ                                     | NQ                                      | NQ                                      | NQ                                        | NQ      |        |
| Mirra Andriejewa, Diana Sznajder          | rosyjskie    | debel (k)   | —                             | Gadecki / Tomljanović W 2-1 (6:3, 2:6, [10:6]) | Dabrowski / Fernandez W 2-0 (6:4, 6:0) | Krejčíková / Siniaková W 2-0 (6:1, 7:5) | Bucșa / Sorribes Tormo W 2-0 (6:1, 6:2) | Errani / Paolini P 1-2 (6:2, 1:6, [7:10]) | srebro  |        |
| Mirra Andriejewa, Daniił Miedwiediew      | rosyjskie    | mikst       | —                             | —                                              | Errani / Vavassori P 0-2 (3:6, 2:6)    | NQ                                      | NQ                                      | NQ                                        | NQ      |        |
| Daniił Miedwiediew, Roman Safiullin       | rosyjskie    | debel (m)   | —                             | Krawietz / Pütz P 0-2 (4:6, 4:6)               | NQ                                     | NQ                                      | NQ                                      | NQ                                        | NQ      |        |

### Wioślarstwo
| Zawodnik           | Obywatelstwo | Konkurencja | Eliminacje | Eliminacje | Repasaż | Repasaż | Ćwierćfinały | Ćwierćfinały | Półfinały | Półfinały | Finał   | Finał | Miejsce | Źródło |
| Zawodnik           | Obywatelstwo | Konkurencja | Czas       | M.         | Czas    | M.      | Czas         | M.           | Czas      | M.        | Czas    | M.    | Miejsce | Źródło |
| ------------------ | ------------ | ----------- | ---------- | ---------- | ------- | ------- | ------------ | ------------ | --------- | --------- | ------- | ----- | ------- | ------ |
| Tacciana Klimowicz | białoruskie  | jedynka (k) | 7:34.31    | 2. QF      | —       | —       | 7:34.30      | 3. QP        | 7:26.56   | 5. FB     | 7:25.61 | 2.    | 8.      |        |
| Jauhienij Załaty   | białoruskie  | jedynka (m) | 6:51.45    | 1. QF      | —       | —       | 6:49.27      | 1. QP        | 6:39.01   | 2. FA     | 6:42.96 | 2.    | srebro  |        |

### Zapasy
| Zawodnik                      | Obywatelstwo | Konkurencja              | 1/32 finału      | 1/16 finału            | Ćwierćfinał      | Półfinał         | Repesaż                                 | Finał            | Finał   | Źródło |
| Zawodnik                      | Obywatelstwo | Konkurencja              | Przeciwnik Wynik | Przeciwnik Wynik       | Przeciwnik Wynik | Przeciwnik Wynik | Przeciwnik Wynik                        | Przeciwnik Wynik | Pozycja | Źródło |
| ----------------------------- | ------------ | ------------------------ | ---------------- | ---------------------- | ---------------- | ---------------- | --------------------------------------- | ---------------- | ------- | ------ |
| Abubakar Chasłachanow         | białoruskie  | -97 kg st. klasyczny (m) | —                | Kobliaszwili W 9–1VSU1 | Gabr P 1–4       | NQ               | NQ                                      | NQ               | NQ      |        |
| Magomiedchabib Kadimagomiedow | białoruskie  | -74 kg st. wolny (m)     | Żamałow P 0–8VPO | NQ                     | NQ               | NQ               | Sałkazanow W 6–6VPO1 Walijew P 2–12VSU1 | NQ               | NQ      |        |